# Список видов семейства Synotaxidae
Список всех описанных видов пауков семейства Synotaxidae на 25 сентября 2011 года.

## Calcarsynotaxus
Calcarsynotaxus Wunderlich, 1995
- Calcarsynotaxus benrobertsi Rix, Roberts & Harvey, 2009 — Западная Австралия
- Calcarsynotaxus longipes Wunderlich, 1995 — Квинсленд

## Чилиotaxus
Чилиotaxus Platnick, 1990
- Чилиotaxus sans Platnick, 1990 — Чили

## Mangua
Mangua Forster, 1990
- Mangua caswell Forster, 1990 — Новая Зеландия
- Mangua convoluta Forster, 1990 — Новая Зеландия
- Mangua flora Forster, 1990 — Новая Зеландия
- Mangua forsteri (Brignoli, 1983) — Окленд, Кэмпбелл
- Mangua gunni Forster, 1990 — Новая Зеландия
- Mangua hughsoni Forster, 1990 — Новая Зеландия
- Mangua kapiti Forster, 1990 — Новая Зеландия
- Mangua makarora Forster, 1990 — Новая Зеландия
- Mangua medialis Forster, 1990 — Новая Зеландия
- Mangua oparara Forster, 1990 — Новая Зеландия
- Mangua otira Forster, 1990 — Новая Зеландия
- Mangua paringa Forster, 1990 — Новая Зеландия
- Mangua sana Forster, 1990 — Новая Зеландия
- Mangua secunda Forster, 1990 — Новая Зеландия

## Meringa
Meringa Forster, 1990
- Meringa australis Forster, 1990 — Новая Зеландия
- Meringa borealis Forster, 1990 — Новая Зеландия
- Meringa centralis Forster, 1990 — Новая Зеландия
- Meringa conway Forster, 1990 — Новая Зеландия
- Meringa hinaka Forster, 1990 — Новая Зеландия
- Meringa leith Forster, 1990 — Новая Зеландия
- Meringa nelson Forster, 1990 — Новая Зеландия
- Meringa otago Forster, 1990 — Новая Зеландия
- Meringa tetragyna Forster, 1990 — Новая Зеландия

## Microsynotaxus
Microsynotaxus Wunderlich, 2008
- Microsynotaxus calliope Wunderlich, 2008 — Квинсленд
- Microsynotaxus insolens Wunderlich, 2008 — Квинсленд

## Nomaua
Nomaua Forster, 1990
- Nomaua arborea Forster, 1990 — Новая Зеландия
- Nomaua cauda Forster, 1990 — Новая Зеландия
- Nomaua crinifrons (Urquhart, 1891) — Новая Зеландия
- Nomaua nelson Forster, 1990 — Новая Зеландия
- Nomaua perdita Forster, 1990 — Новая Зеландия
- Nomaua rakiura Fitzgerald & Sirvid, 2009 — Stewart Islands
- Nomaua repanga Fitzgerald & Sirvid, 2009 — Новая Зеландия
- Nomaua rimutaka Fitzgerald & Sirvid, 2009 — Новая Зеландия
- Nomaua taranga Fitzgerald & Sirvid, 2009 — Новая Зеландия
- Nomaua urquharti Fitzgerald & Sirvid, 2009 — Новая Зеландия
- Nomaua waikanae (Forster, 1990) — Новая Зеландия
- Nomaua waikaremoana Forster, 1990 — Новая Зеландия

## Pahora
Pahora Forster, 1990
- Pahora cantuaria Forster, 1990 — Новая Зеландия
- Pahora graminicola Forster, 1990 — Новая Зеландия
- Pahora kaituna Forster, 1990 — Новая Зеландия
- Pahora media Forster, 1990 — Новая Зеландия
- Pahora montana Forster, 1990 — Новая Зеландия
- Pahora murihiku Forster, 1990 — Новая Зеландия
- Pahora rakiura Forster, 1990 — Новая Зеландия
- Pahora taranaki Forster, 1990 — Новая Зеландия
- Pahora wiltoni Forster, 1990 — Новая Зеландия

## Pahoroides
Pahoroides Forster, 1990
- Pahoroides aucklandica Fitzgerald & Sirvid, 2011 — Новая Зеландия
- Pahoroides balli Fitzgerald & Sirvid, 2011 — Новая Зеландия
- Pahoroides confusa Fitzgerald & Sirvid, 2011 — Новая Зеландия
- Pahoroides courti Forster, 1990 — Новая Зеландия
- Pahoroides forsteri Fitzgerald & Sirvid, 2011 — Новая Зеландия
- Pahoroides gallina Fitzgerald & Sirvid, 2011 — Новая Зеландия
- Pahoroides kohukohu Fitzgerald & Sirvid, 2011 — Новая Зеландия
- Pahoroides whangarei Forster, 1990 — Новая Зеландия

## Paratupua
Paratupua Platnick, 1990
- Paratupua grayi Platnick, 1990 — Виктория

## Physoglenes
Physoglenes Simon, 1904
- Physoglenes chepu Platnick, 1990 — Чили
- Physoglenes lagos Platnick, 1990 — Чили
- Physoglenes puyehue Platnick, 1990 — Чили
- Physoglenes vivesi Simon, 1904 — Чили

## Runga
Runga Forster, 1990
- Runga akaroa Forster, 1990 — Новая Зеландия
- Runga flora Forster, 1990 — Новая Зеландия
- Runga moana Forster, 1990 — Новая Зеландия
- Runga nina Forster, 1990 — Новая Зеландия
- Runga raroa Forster, 1990 — Новая Зеландия

## Synotaxus
Synotaxus Simon, 1895
- Synotaxus bonaldoi Santos & Rheims, 2005 — Бразилия
- Synotaxus brescoviti Santos & Rheims, 2005 — Бразилия
- Synotaxus ecuadorensis Exline, 1950 — от Коста-Рики до Эквадора
- Synotaxus itabaiana Santos & Rheims, 2005 — Бразилия
- Synotaxus leticia Exline & Levi, 1965 — Колумбия
- Synotaxus longicaudatus (Keyserling, 1891) — Бразилия
- Synotaxus monoceros (Caporiacco, 1947) — Тринидад, Гайана, Бразилия
- Synotaxus siolii Santos & Rheims, 2005 — Бразилия
- Synotaxus turbinatus Simon, 1895 — от Панамы до Эквадора
- Synotaxus waiwai Agnarsson, 2003 — Гайана, Бразилия, Парагвай

## Tupua
Tupua Platnick, 1990
- Tupua bisetosa Platnick, 1990 — Тасмания
- Tupua cavernicola Platnick, 1990 — Тасмания
- Tupua raveni Platnick, 1990 — Тасмания
- Tupua troglodytes Platnick, 1990 — Тасмания

## Zeatupua
Zeatupua Fitzgerald & Sirvid, 2009
- Zeatupua forsteri Fitzgerald & Sirvid, 2009 — Новая Зеландия